# Ljustjärnen (Anundsjö socken, Ångermanland, 704468-158191)
Ljustjärnen är en sjö i Örnsköldsviks kommun i Ångermanland och ingår i Ångermanälvens huvudavrinningsområde.